# 貝坦泰河
貝坦泰河是俄羅斯的河流，屬於亞納河的左支流，由薩哈共和國負責管轄，河道全長586公里，流域面積約40,200平方公里，發源自上揚斯克山脈東麓，河水主要來自融雪和雨水。